# Pycnothelia
Pycnothelia (Ach.) Dufour (karlinka) – rodzaj grzybów z rodziny chrobotkowatych (Cladoniaceae). Ze względu na współżycie z glonami zaliczany jest do grupy porostów.

## Systematyka i nazewnictwo
Pozycja w klasyfikacji według Index Fungorum: Cladoniaceae, Lecanorales, Lecanoromycetidae, Lecanoromycetes, Pezizomycotina, Ascomycota, Fungi.
Synonimy nazwy naukowej: Cenomyce sect. Pycnothelia Ach., Papillaria J. Kickx f., Pycnotheliomyces Cif. & Tomas.
Nazwa polska według W. Fałtynowicza.

## Niektóre gatunki
- Pycnothelia caliginosa D.J. Galloway & P. James 1987
- Pycnothelia papillaria (Ehrh.) L.M. Dufour 1895 – karlinka brodawkowata

Nazwy naukowe na podstawie Index Fungorum. Uwzględniono tylko taksony zweryfikowane. Nazwy polskie według W. Fałtynowicza.